# 過渡回折格子法
過渡回折格子法（かとかいせつこうしほう、英語: transient grating method）は、2つの励起光を媒質上に交差させることによって光の干渉縞を生成し、その干渉縞の光強度に応じて生じる媒質の電気感受率の空間周期的な変化を、別のブラッグ条件を満たす形で入射させたプローブ光の回折強度から観測する非線形分光法の一種。